# Ali Aliu
Ali Aliu, född den 1 april 1934 i Resen i Makedonien, är en albansk litteraturkritiker och författare.
Ali Aliu föddes i byn Krani i Resen nära Prespasjön i Makedonien. Han gick sin skolgång i Monastir och Skopje. Han avklarade examen i albansk litteratur och språk vid universitet i Belgrad 1960. I juni 1973 fullbordade en avhandling om författaren Petro Markos författarskap. Därefter arbetade han som journalist och blev professor 1972 vid universitet i Pristina i Kosovo. I dag lever han i sitt hemland Makedonien där han delvis jobbar som föreläsare i Tetova.
Ali Aliu anses som en av de ledande kritikerna av modern albansk litteratur.

## Utgivningar
- "Reflekse letrare", Skopje 1999.
- "Antologji e poezisë shqipe: gjysmëshekulli i artë", Tetova 2000.
- "Kronikë letrare", Skopje 2003.
- "Magjia e fjalës", Peja 2003.
- "Shqyrtime albanologjike", Pristina 2004.
- "Don Kishoti te shqiptarët", Pristina 2005.
- "Miti Ballkanik te Kadareja", Tirana 2006.
- "Shtegtim metafore", Tirana 2006.